# Charles Gunn (Buffyverso)

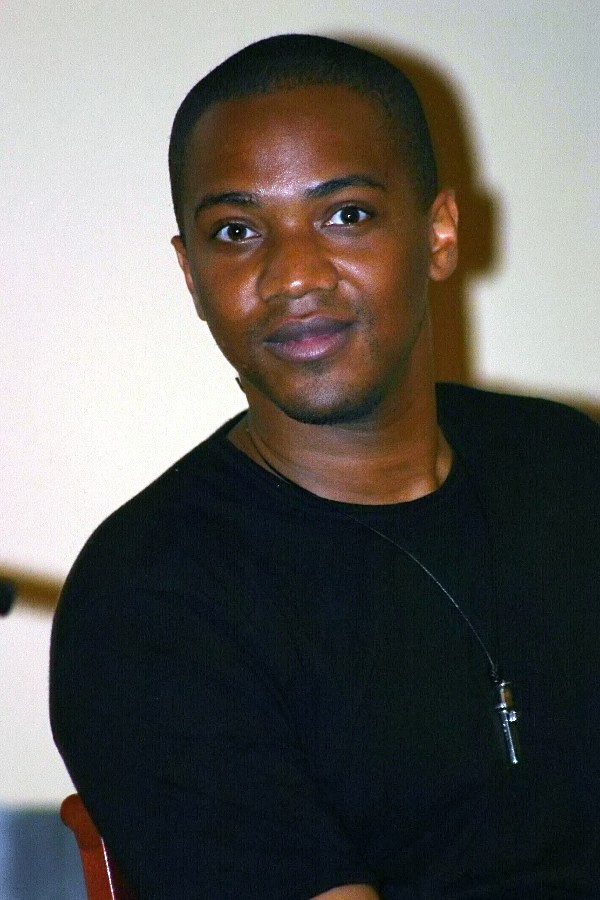
J. August Richards en el Tampa SlayerCon 2004.

Charles Gunn es un personaje de ficción de la serie de televisión estadounidense Ángel. Es un cazador de vampiros, miembro de Investigaciones Ángel y además por varios meses jefe del departamento legal de Wolfram & Hart, hasta la rebelión del equipo de Ángel. El personaje es interpretado por el actor J. August Richards.

## Historia del personaje

### Vida previa
Gunn nació en los barrios bajos de Los Ángeles, un lugar donde la policía no iba, y cuidó de su hermana, Alonna, desde una edad muy temprana. Aunque tuvo algunos roces con la ley, Gunn actuó como una especie de Robin Hood urbano para mantener las calles de su vecindario seguras. Empezó a cazar vampiros desde los doce años. En su adolescencia, Gunn pasó a través de las filas para convertirse en el líder de una pandilla de luchadores callejeros que protegía su territorio de los vampiros utilizando tácticas de guerrilla. Teniendo la mente de un estretega militar y la fuerza de un pandillero, la vida en el ghetto endureció a Gunn hasta cierto punto que su vida se hizo menos importante que la causa (para él), así que entregó su alma por una Pick-up (automóvil) en un acuerdo con una demonio llamado Jenoff cuando sólo tenía diecisiete años, porque creía que no tenía futuro. 
En 2000, Gunn fue testigo de Ángel dándole una paliza a un chantajista y Gunn trató de matarlo, pero sin éxito. Finalmente, Ángel ganó la confianza de Gunn, pero lamentablemente no a tiempo para salvar a Alonna de ser transformada en un vampiro. Gunn no tiene otra opción que clavarle una estaca a su propia hermana, una decisión que le seguirá atormentando por el resto de su vida. Es esta pérdida lo que le obliga a Gunn a cuestionar sus propios motivos y se vuelve más receptivo a la ayuda de Ángel, consciente de que no puede hacer todo solo. 

### Investigaciones Ángel
Ángel reconoce la fuerza de Gunn y a menudo le llama si necesita que alguien lo respalde en una batalla o si necesita que alguien proteja a sus seres queridos cuando no puede protegerlos él mismo. Aunque inicialmente considera su tiempo con Investigaciones Ángel como un pago, Gunn finalmente se convierte en un miembro a tiempo completo del equipo, ganando el mutuo respeto de quienes luchan a su lado mientras busca su lugar en el mundo. Sin embargo, su trabajo con su nueva "familia" a menudo da lugar a conflictivas lealtades. Por ejemplo, en el episodio "El Portal", Cordelia accidentalmente es aspirada a un portal hacia Pylea mientras un miembro de la antigua banda de Gunn, George, sucumbe a la mordedura de un vampiro. Gunn se siente responsable de la muerte de su amigo, creyendo que no habría sucedido si él aún hubiera estado con ellos para ayudar en la lucha. Sin embargo, incluso en su dolor, se da cuenta de que no puede cometer el mismo error dos veces y dejar que Cordelia tenga la misma suerte, por lo que se une a Ángel, Wesley y Lorne para rescatarla.
Poco tiempo después de su regreso de Pylea, los demonios están siendo masacrados por toda la ciudad, independientemente si han hecho algo o no para merecer la muerte, y Gunn llega a la conclusión de que su antigua banda es la responsable de las muertes, actualmente liderada por un hombre llamado Gio, que tiene un grave resentimiento contra entidades sobrenaturales debido a un acontecimiento no revelado de su pasado ("Mi Antigua Banda"). Se da cuenta de que sus lazos con su antigua vida han desaparecido y que su lealtad se encuentra ahora con el vampiro con alma. En un enfrentamiento con uno de sus amigos de toda la vida, Gunn finalmente elige la misión del equipo de Investigaciones Ángel. Sin darse cuenta, Gunn encuentra el futuro que pensó que nunca tendría. Tiene amigos, lealtad, respeto y una misión que seguir. Incluso encuentra el amor en los brazos de la nueva chica Fred Burkle, pero su pasado vuelve para atormentarlo en el episodio "Doble o Nada", cuando el demonio Jenoff decide que es el momento de que le page el acuerdo que hicieron algunos años antes, y reclama el alma de Gunn. Por suerte, Ángel y su equipo pueden ayudar a Gunn y consiguen derrotar a Jenoff, lo que le permite a Gunn el lujo de vivir su vida al máximo. 
Fred se convierte en la persona más importante en el mundo de Gunn, pero la devoción de Gunn sufre la prueba definitiva en el episodio "Supersimetría" cuando mata al Profesor Seidel, la persona responsable de enviar deliberadamente a Fred a la dimensión demoníaca Pylea, con el fin de salvar a Fred de tener que llevar la carga de hacerlo ella misma. La culpa de lo que Gunn había hecho por ella asola a Fred y en vez de unirlos más, comienza a crear una brecha que lleva al final de su relación. Aunque ya no están vinculados románticamente, Gunn y Fred continúan luchando a lado del otro, y Gunn tiene una aventura con la eléctrica Gwen Raiden en el episodio "Jugadores". 
Cuando Wolfram & Hart desea hacer un acuerdo para que Ángel se haga cargo de la rama de Los Ángeles, la guía de Gunn lo lleva a la misteriosa Sala Blanca donde fue expuesto al misterioso Conducto hacia los Socios Fundadores, que impresiona a Gunn con su inmenso poder. Pronto, Gunn sufre una notable transformación en Wolfram & Hart gracias a un implante. 

### Wolfram & Hart
Sintiéndose infravalorado por sus amigos, Gunn se somete a un procedimiento (un implante) a manos del Departamento de Medicina de Wolfram & Hart que aumenta su mente con un amplio conocimiento de la ley (y Gilbert & Sullivan, para ayudar a mejorar su voz y dicción), lo cual lo convirtió en el único miembro del equipo Ángel que podía trabajar sin problemas dentro del sistema ("Convicto"). Cuando sus habilidades mentales comienzan a disminuir, Gunn, temerosos de perder sus nuevos talentos y el respeto, hace un pacto con el Dr. Sparrow y obtiene una permanente actualización a cambio de firmar un documento para liberar una antigüedad retenida en la aduana. Esta antigüedad es la causante de la muerte de Fred y la resurrección de Illyria ("Un Agujero en el Mundo"). Al saber que Gunn fue parte de todo esto (aunque sin saberlo), Wesley, lleno de cólera, lo apuña con un bisturí. Después de recuperarse, Gunn, lleno de culpabilidad, se pone de nuevo su vieja ropa de calle y se ofrece voluntariamente para tomar el puesto de Lindsey McDonald en una dimensión infernal para conseguir la información necesaria sobre cómo detener a los Socios Fundadores ("Bajo la Superficie"). Mientras que el equipo no tiene ni idea de cómo liberarlo, Illyria salva a Gunn fácilmente. Gunn entonces cambia y vuelve a ser el de antes, aunque busca la redención por sus pecados. En el último episodio de la serie, "Dejando Huella", Gunn mata a la senadora Helen Brucker, uno de los miembros del Círculo del Espino Negro, pero es gravemente herido en el proceso. Mientras se prepara para una última batalla contra el ejército de los Socios, Illyria afirma que sólo le quedan diez minutos de vida como mucho, y Gunn dice: "Pues que sean memorables". 

### Vampiro
Gunn fue gravemente herido en el callejón. Ángel lo dejó para matar al dragón y mientras no estaba, Gunn fue tomado por un grupo de vampiros y fue convertido en vampiro. Los vampiros habían estado siguiendo las visiones de un demonio. Tras despertarse, Gunn mató a su padrino y se hizo cargo del grupo de vampiros. 
En el primer ejemplar de la serie de cómics "Ángel: Después de la Caída", Gunn y sus seguidores irrumpen un estadio y matan a Kr'ph, el Señor Demonio de Westwood, que se había establecido allí. El grupo libera a los humanos que el demonio estaba obligando a luchar ente ellos para su disfrute. Gunn luego hace un sugerente comentario a las mujeres cautivas del demonio. Al final del ejemplar, se revela que Gunn es un vampiro. Se alimenta de las mujeres, y convierte e los hombres "rescatados" en vampiros para que sean parte del "Equipo Gunn". 
En el segundo ejemplar, Gunn insiste en que sigue siendo un buen tipo. Está molesto por ser un vampiro, aunque es propenso a impulsos homicidas debido a su falta de alma. Gunn revela que culpa a Ángel por haber permitido que se convirtiera en vampiro, y que tiene la intención de salvar a Los Ángeles para demostrar que uno no necesita un alma para ser un campeón. Secuestra a Betta George y lo está utilizando para completar sus planes, obligando a George a aprovechar su habilidad psíquica para congelar a las Cazadoras en el tiempo y contactar con la gente de fuera del Infierno/Los Ángeles. 
En un ejemplar posterior, Gunn es visto haciendo planes místicos para cumplir su venganza contra Ángel por haberlo dejado morir. Como parte de su venganza contra Ángel, Gunn destruye el edificio de Wolfram & Hart, el cuartel general de Ángel en su guerra contra los Señores Demonio, que también obliga a Wesley a pedirles ayuda a los Socios Fundadores. Gunn luego es testigo de la derrota de los Señores Demonio ante Ángel y sus amigos. Poco después de que el equipo se mueve de nuevo al Hotel Hyperion, Gunn se enfrenta a ellos y revela su naturaleza vampírica. 
Al ver en lo que Gunn se había convertido, Ángel le dice que lo siente. Gunn responde que se imaginaba que diría eso. Gunn lleva a Ángel a darle una vuelta por su base de operaciones y le explica lo que le ocurrió. Cuando Ángel ve que Gunn piensa que está haciendo lo correcto, Ángel le advierte de que es la bestia quien lo controla, no él. Gunn lo ataca, enfurecido porque Ángel piense que no es él mismo. Gunn procede a eliminar toda la magia que mantiene a Ángel vivo, y se da cuenta de que Ángel ahora es humano. Gunn decide dejar a Ángel tirado en el suelo para que muera lentamente, sólo para ser confrontado por el fantasma Wesley, quien revela que las visiones que ha estado recibiendo son de los Socios Fundadores, no de los Grandes Poderes. Ignorando esta revelación, Gunn continúa atacando a sus antiguos amigos. Gunn es lanzado por la ventana por Connor mientras intenta matar a Ángel de nuevo, aunque sobrevive gracias a sus poderes vampíricos. Mientras se enfrenta a Illyria, consigue engañarla para que se transforme en Fred y le dispara con una ballesta. Su intención era devolverle a Illyria su forma verdadera para que revertiese el tiempo y poder salvar a Los Ángeles. SIn embargo, es Wesley quien consigue devolverle a Illyria a su forma verdadera. 
Para poder llevar a cabo su plan, no puede dejar que nadie hiera a Illyria, y por eso hiere mortalmente a Connor, que muere en los brazos de Ángel. Ángel derrota a Gunn, pero no lo mata, y Betta George consigue implantar las memorias de Fred de nuevo en la mente de Illyria. 
Después de que Gunn mata al hijo de Ángel, éste, lleno de furia, ataca a Gunn. A pesar de las reiteradas advertencias de Wolfram & Hart, Gunn coge una espada y decapita a Ángel, obligando a los Socios Fundadores a revertir el tiempo. De vuelta en el callejón, Gunn está herido en el suelo. Ángel lo rescata de su padrino y lo lleva al hospital, donde los médicos dicen que van a hacer todo lo posible por él. Un tiempo después, Ángel va a visitar a Gunn, que está en coma. Ángel le dice que no fue él quien cometió todos esos actos en el Infierno.

### Camino a la redención
Gunn sobrevive a sus heridas y despierta del coma. Después de esto, se va de Los Ángeles, junto con Illyria, para encontrarse a sí mismo. Durante su tiempo fuera del equipo de Ángel, Gunn e Illyria se encuentran con El Azote y un Anciano que conoce a Illyria del pasado. 
Después de regresar a Los Ángeles, Gunn se reúne con Investigaciones Ángel, aunque se enfrenta a múltiples dificultades, como que Spike y Connor todavía lo consideran como un "traidor" por sus acciones en el infierno y no confían en él. Aunque todavía es fiel a la misión de Ángel, Gunn se cierra al equipo durante el cautiverio de Ángel por los laboratorios de innovación tras una discusión con Connor, Connor expresar insatisfacción con ocasionales rebeliones, tales como un debilitamiento de su autoridad durante el interrogatorio de los recién convertida en vampira Felicia Valentine Gunn rápido seguía siendo ignorado por los demás por sus acciones como un vampiro, mientras que las acciones propias de Connor, hacen que pierda el control de sí mismo, nunca han llegado después de su regreso al redil. Saliendo del Hyperion, afirma Gunn que regresará cuando Ángel lo haga, pero mientras tanto, prefiere tratar de formar un nuevo equipo y hacer las cosas a su manera. Sin embargo, sus esfuerzos para comenzar de nuevo se corta cuando es atacado por el demonio Eddie mientras comía en un restaurante, con la esperanza que buscan de "castigar" a Gunn por sus acciones en el infierno, sólo para ser salvado por Gunn cuando la persona que coordina los esfuerzos de Eddie encontrar a la gente para castigar a las llamadas de Eddie y le distrae el tiempo suficiente para escapar de Gunn. Sin embargo Gunn ataca a Eddie en ese lugar y después Ángel se une a la lucha, Spike, Illyria y Kate entrar a rescatarlo. 
Más tarde Gunn ayuda en el rescate de Connor de la Hermandad de Jaro Hull. Sin embargo, aún desconfía de Connor, por temor a las posibles consecuencias de las garantías implícitas de la "evolución" de Connor como su fisiología única se desarrolla, que lo impulsa en pensar en matar a Connor ahora antes de que pueda convertirse en una verdadera amenaza. 

## Personalidad y características
Gunn inicialmente tenía un punto de vista muy extremo de la vida, es decir, todo era blanco o negro, bueno o malo, no había ningún intermedio, y tenía un especial perjuicio hacia los vampiros y demonios. Esta actitud se suavizó considerablemente durante su tiempo en Investigaciones Ángel. Aunque a él le gustaba dar la impresión de un brusco solitario, Gunn valoró su amistad y mostró un lado sensible en su relación con Fred. Sin embargo, también estaba lleno de inseguridades respecto a su papel en el equipo, y empezó a molestarle que lo considerasen "el músculo". 
Gunn se afeitaba la cabeza y vestía con ropa casual, normalmente jerséis con capucha. Después de su implante cerebral concedido por Wolfram & Hart, Gunn se despojó de su ropa callejera y comenzó a vestirse de un modo elegante, trajes profesionales de un abogado. También dejó que su pelo creciera ligeramente, algo que sorprendió a Cordelia, quien siempre pensó que era prematuramente calvo. Tras la desaparición de Fred, Gunn volvió al punto de partida, volviendo a sus raíces, poniéndose otra vez su ropa de calle, y volviendo a despertar su propósito como soldado en la lucha contra el mal. 
Como vampiro y líder de su propio grupo, se tomó la molestia de coordinar el atuendo del equipo. Todos llevaban pantalones largos y jerséis con capucha, que normalmente llevaban puesta.

## Poderes y habilidades
En la serie de televisión, Gunn es un humano normal sin habilidades sobrenaturales, pero tiene fuerza y conocimientos de artes marciales, debido a sus años como cazador de vampiros, a menudo descrito como "el músculo" de Investigaciones Ángel. Es un experto usando armas, su favorita es una gran hacha de batalla utilizada a través de la serie. Sin embargo, episodios como "Darla" y "Reunión" han demostrado que Gunn también es un talentoso e inteligente investigador. Gunn también es un admirador de la cultura pop y, a menudo, muestra un conocimiento detallado con respecto a libros de historietas. Debido al implante cerebral de Wolfram & Hart en la quinta temporada, Gunn también tiene un gran conocimiento de todos los códigos jurídicos, humanos y demoníacos, de algunos idiomas demoníacos (por ejemplo, los idiomas de los demonios Vinji y Sahrvin), conocimiento de técnicas del golf y todas las operetas de Gilbert & Sullivan. 
En la canónica serie de cómics "Ángel: Después de la Caída", ambientado después de la quinta temporada de Ángel, se revela que Gunn se ha convertido en un vampiro. Por lo tanto, tiene los poderes y vulnerabilidades normales de un vampiro: fuerza, velocidad, reflejos y resistencia sobrehumanas, además de ser prácticamente inmortal y tener una curación acelerada. Es vulnerable a los objetos santos y a la luz del sol, y debe alimentarse regularmente de sangre de mamíferos para mantener su vitalidad. Gunn no puede entrar en la casa de un humano que esté vivo sin ser invitado por alguien que viva allí primero. En una conversación con su sire, se sugiere que el implante cerebral de Wolfram & Hart afecta parcialmente al control que tiene el demonio de su interior sobre las acciones de Gunn; él se considera a sí mismo "bueno". También le dice a Ángel que devoró a un demonio profético y que desde entonces recibe visiones. Gunn creía que esas visiones se las mandaban los Poderes Superiores, pero, en realidad, eran los Socios Fundadores quienes se las enviaban. 
Después de que el tiempo fuese revertido por Wolfram & Hart, Gunn ha perdido todas sus habilidades vampíricas y, posiblemente, las visiones también, pero esto aún no se ha visto. 

## Relaciones

### Intereses románticos
- Veronica — Gunn tuvo un romance con esta chica antes de convertirse en un miembro a tiempo completo de Investigaciones Ángel. Ella aparece brevemente en el episodio "Primeras Impresiones" de la segunda temporada, en el que es herida por un vampiro y eso le trae a Gunn recuerdos dolorosos y sentimientos de culpa sobre Alonna.
- Fred Burkle — Gunn y Fred se enamoran y continúan con una fuerte relación en gran parte de la tercera y cuarta temporada. Sin embargo, un incidente en el que Gunn asesinó a un ser humano con el fin de proteger la inocencia de Fred llevó su estrecha relación a su fin. No obstante, Gunn mantiene un fuerte sentimiento de amistad por ella y queda devastado por su muerte, de la cual es parcialmente responsable. A diferencia de los otros personajes, que normalmente se dirigen a Gunn con su apellido, Fred siempre lo llamaba Charles y siguió haciéndolo después de su ruptura.
- Gwen Raiden — Gunn y Gwen flirtean y tienen sexo en el episodio "Jugadores", en el que Gwen recupera la posibilidad de tocar a las personas sin hacerles daño gracias a la ayuda de Gunn.

### Otras
- Wesley Wyndam-Pryce — Durante la ausencia temporal de Ángel del grupo en la segunda temporada, Gunn y Wesley desarrollaron un vínculo de hermandad. Esta amistad sigue desarrollándose, pero se ve muy afectada por la relación de Wesley con Fred. Wesley estaba dolido porque él también estaba enamorado de Fred y estaba celoso de su relación. La amistad entre Wesley y Gunn se deteriora aún más después de que Wesley es despedido de la agencia después de un intento equivocado de secuestrar el hijo de Ángel, Connor. Sin embargo, en la cuarta temporada, Wesley poco a poco vuelve al equipo de Investigaciones Ángel y los dos vuelven a ser amigos durante la quinta temporada. El ataque de la Bestia requiere la unión de las fuerzas de Wesley e IA y, en su primer enfrentamiento con la criatura, Wes le salva la vida a Gunn. Lamentablemente, esta amistad vuelve a deteriorarse cuando la creación de Illyria (de la que Gunn es indirectamente responsable) causa la muerte de Fred. Esto da lugar a Wesley apuñalando a Gunn con un bisturí. Los dos finalmente se reconcilian.
- Cordelia Chase — Durante la segunda temporada, cuando Gunn empieza a unirse a IA, Cordelia se convierte en el mayor apoyo de Gunn para ser aceptado en el "Equipo Ángel". Cordelia incitó a Ángel para pagarle a Gunn cuando trabajaba con ellos, y también se aseguró de que el equipo comenzara a verlo como a un igual. Gunn comenzó rápidamente a respetarla, y ya no pensaba que ella era una "Muñeca Barbie" como hizo al principio. A lo largo de los años se formó una sólida amistad entre los dos.
- Rondell — Rondell era el segundo al mando de "su antigua banda". Rondell le ayudó a Gunn a formar la antigua banda. Era como un hermano para Gunn y tomó el mando de la banda cuando Gunn la dejó.

- Datos: Q430548